# Tour de Ruanda de 2021
A 24.ª edição da competição ciclista Tour de Ruanda foi uma competição de ciclismo de estrada por etapas que se celebrou entre 2 a 9 de maio em Ruanda com início e final na cidade de Kigali sobre um percurso de 913,3 quilómetros.
A corrida fez parte do UCI Africa Tour de 2021, calendário ciclístico dos Circuitos Continentais da UCI dentro da categoria 2.1 e foi vencida pelo espanhol Cristián Rodríguez do Total Direct Énergie. Completaram o pódio, como segundo e terceiro classificado respectivamente, o canadiano James Piccoli do Israel Start-Up Nation e o estado-unidense Alex Hoehn do Wildlife Generation.

## Equipas participantes
Tomaram parte na corrida 15 equipas: 1 de categoria UCI WorldTeam convidado pela organização, 3 de categoria UCI ProTeam, 8 de categoria Continental e 3 seleções nacionais. Formaram assim um pelotão de 75 ciclistas dos que acabaram 61. As equipas participantes foram:
| Equipe WorldTeam- Israel Start-Up Nation Equipes ProTeam (3)- Androni Giocattoli-Sidermec - B&B Hotels p/b KTM - Total Direct Énergie Equipes Continentais (8)- Medellín - Bénédiction-Ignite - SKOL Adrien Niyonshuti Academy - ProTouch - Bike Aid - Tarteletto-Isorex - Wildlife Generation Pro Cycling - Terengganu Cycling Team Equipes nacionais (3)- Ruanda - Argélia - Eritreia |
| |

## Percorrido
O Tour de Ruanda dispôs de oito etapas para um percurso total de 913,3 quilómetros.
| Etapa | Data   | Percurso           | type                      | Distância (km) | Vencedor           | Líder geral        |
| ----- | ------ | ------------------ | ------------------------- | -------------- | ------------------ | ------------------ |
| 1     | 2 mai. | Kigali – Rwamagana | etapa escarpada           | 115,6          | Brayan Sánchez     | Brayan Sánchez     |
| 2     | 3 mai. | Kigali – Butare    | etapa escarpada           | 120,5          | Alan Boileau       | Santiago Umba      |
| 3     | 4 mai. | Nyanza – Byumba    | alta montanha             | 171,6          | Alan Boileau       | Brayan Sánchez     |
| 4     | 5 mai. | Kigali – Ruhengeri | média montanha            | 123,9          | Valentin Ferron    | Brayan Sánchez     |
| 5     | 6 mai. | Nyagatare – Kigali | etapa escarpada           | 149,3          | Alan Boileau       | Metkel Eyob        |
| 6     | 7 mai. | Kigali – Kigali    | alta montanha             | 152,6          | Pierre Rolland     | Cristián Rodríguez |
| 7     | 8 mai. | Kigali – Kigali    | contrarrelógio individual | 4,5            | Jhonatan Restrepo  | Cristián Rodríguez |
| 8     | 9 mai. | Kigali – Kigali    | alta montanha             | 75,3           | Cristián Rodríguez | Cristián Rodríguez |

## Desenvolvimento da corrida

### 1.ª etapa
| \| Classificação por etapas \| Classificação por etapas \| Classificação por etapas \| Classificação por etapas \| Classificação por etapas \| \| Ciclista \| Ciclista \| Equipe \| Tempo \| \| \| ------------------------ \| ------------------------ \| ------------------------------- \| ------------------------ \| ------------------------ \| \| 1. \| Brayan Sánchez \| Medellín-EPM \| 2h33m43s \| \| \| 2. \| Alex Hoehn \| Wildlife Generation Pro Cycling \| + 0s \| \| \| 3. \| Weimar Roldán \| Medellín-EPM \| + 0s \| \| \| 4. \| Quentin Pacher \| B&B Hotels p/b KTM \| + 0s \| \| \| 5. \| Jhonatan Restrepo \| Androni Giocattoli-Sidermec \| + 0s \| \| \| 6. \| Daniel Muñoz \| Androni Giocattoli-Sidermec \| + 0s \| \| \| 7. \| Gustav Basson \| ProTouch \| + 0s \| \| \| 8. \| Santiago Umba \| Androni Giocattoli-Sidermec \| + 0s \| \| \| 9. \| Alfdan De Decker \| Tarteletto-Isorex \| + 0s \| \| \| 10. \| Alexis Vuillermoz \| Total Direct Énergie \| + 0s \| \| |                   |                                 |          |
| |                   |                                 |          |
| Fonte: ProCyclingStats |                   |                                 |          |
| Classificação por etapas |                   |                                 |          |
| Ciclista | Ciclista          | Equipe                          | Tempo    |
| 1. | Brayan Sánchez    | Medellín-EPM                    | 2h33m43s |
| 2. | Alex Hoehn        | Wildlife Generation Pro Cycling | + 0s     |
| 3. | Weimar Roldán     | Medellín-EPM                    | + 0s     |
| 4. | Quentin Pacher    | B&B Hotels p/b KTM              | + 0s     |
| 5. | Jhonatan Restrepo | Androni Giocattoli-Sidermec     | + 0s     |
| 6. | Daniel Muñoz      | Androni Giocattoli-Sidermec     | + 0s     |
| 7. | Gustav Basson     | ProTouch                        | + 0s     |
| 8. | Santiago Umba     | Androni Giocattoli-Sidermec     | + 0s     |
| 9. | Alfdan De Decker  | Tarteletto-Isorex               | + 0s     |
| 10. | Alexis Vuillermoz | Total Direct Énergie            | + 0s     |

| \| Classificação geral \| Classificação geral \| Classificação geral \| Classificação geral \| Classificação geral \| \| Ciclista \| Ciclista \| Equipe \| Tempo \| \| \| ------------------- \| ------------------- \| ------------------------------- \| ------------------- \| ------------------- \| \| 1. \| Brayan Sánchez \| Medellín-EPM \| 2h33m43s \| \| \| 2. \| Alex Hoehn \| Wildlife Generation Pro Cycling \| + 0s \| \| \| 3. \| Weimar Roldán \| Medellín-EPM \| + 0s \| \| \| 4. \| Quentin Pacher \| B&B Hotels p/b KTM \| + 0s \| \| \| 5. \| Jhonatan Restrepo \| Androni Giocattoli-Sidermec \| + 0s \| \| \| 6. \| Daniel Muñoz \| Androni Giocattoli-Sidermec \| + 0s \| \| \| 7. \| Gustav Basson \| ProTouch \| + 0s \| \| \| 8. \| Santiago Umba \| Androni Giocattoli-Sidermec \| + 0s \| \| \| 9. \| Alfdan De Decker \| Tarteletto-Isorex \| + 0s \| \| \| 10. \| Alexis Vuillermoz \| Total Direct Énergie \| + 0s \| \| |                   |                                 |          |
| |                   |                                 |          |
| Fonte: ProCyclingStats |                   |                                 |          |
| Classificação geral |                   |                                 |          |
| Ciclista | Ciclista          | Equipe                          | Tempo    |
| 1. | Brayan Sánchez    | Medellín-EPM                    | 2h33m43s |
| 2. | Alex Hoehn        | Wildlife Generation Pro Cycling | + 0s     |
| 3. | Weimar Roldán     | Medellín-EPM                    | + 0s     |
| 4. | Quentin Pacher    | B&B Hotels p/b KTM              | + 0s     |
| 5. | Jhonatan Restrepo | Androni Giocattoli-Sidermec     | + 0s     |
| 6. | Daniel Muñoz      | Androni Giocattoli-Sidermec     | + 0s     |
| 7. | Gustav Basson     | ProTouch                        | + 0s     |
| 8. | Santiago Umba     | Androni Giocattoli-Sidermec     | + 0s     |
| 9. | Alfdan De Decker  | Tarteletto-Isorex               | + 0s     |
| 10. | Alexis Vuillermoz | Total Direct Énergie            | + 0s     |

### 2.ª etapa
| \| Classificação por etapas \| Classificação por etapas \| Classificação por etapas \| Classificação por etapas \| Classificação por etapas \| \| Ciclista \| Ciclista \| Equipe \| Tempo \| \| \| ------------------------ \| ------------------------ \| ------------------------------- \| ------------------------ \| ------------------------ \| \| 1. \| Alan Boileau \| B&B Hotels p/b KTM \| 3h07m14s \| \| \| 2. \| Santiago Umba \| Androni Giocattoli-Sidermec \| + 6s \| \| \| 3. \| Brayan Sánchez \| Medellín-EPM \| + 8s \| \| \| 4. \| Norman Vahtra \| Israel Start-Up Nation \| + 8s \| \| \| 5. \| Gianni Marchand \| Tarteletto-Isorex \| + 8s \| \| \| 6. \| Alex Hoehn \| Wildlife Generation Pro Cycling \| + 8s \| \| \| 7. \| Jhonatan Restrepo \| Androni Giocattoli-Sidermec \| + 8s \| \| \| 8. \| Salim Kipkemboi \| Bike Aid \| + 8s \| \| \| 9. \| Quentin Pacher \| B&B Hotels p/b KTM \| + 8s \| \| \| 10. \| Valentin Ferron \| Total Direct Énergie \| + 8s \| \| |                   |                                 |          |
| |                   |                                 |          |
| Fonte: ProCyclingStats |                   |                                 |          |
| Classificação por etapas |                   |                                 |          |
| Ciclista | Ciclista          | Equipe                          | Tempo    |
| 1. | Alan Boileau      | B&B Hotels p/b KTM              | 3h07m14s |
| 2. | Santiago Umba     | Androni Giocattoli-Sidermec     | + 6s     |
| 3. | Brayan Sánchez    | Medellín-EPM                    | + 8s     |
| 4. | Norman Vahtra     | Israel Start-Up Nation          | + 8s     |
| 5. | Gianni Marchand   | Tarteletto-Isorex               | + 8s     |
| 6. | Alex Hoehn        | Wildlife Generation Pro Cycling | + 8s     |
| 7. | Jhonatan Restrepo | Androni Giocattoli-Sidermec     | + 8s     |
| 8. | Salim Kipkemboi   | Bike Aid                        | + 8s     |
| 9. | Quentin Pacher    | B&B Hotels p/b KTM              | + 8s     |
| 10. | Valentin Ferron   | Total Direct Énergie            | + 8s     |

| \| Classificação geral \| Classificação geral \| Classificação geral \| Classificação geral \| Classificação geral \| \| Ciclista \| Ciclista \| Equipe \| Tempo \| \| \| ------------------- \| ------------------- \| ------------------------------- \| ------------------- \| ------------------- \| \| 1. \| Santiago Umba \| Androni Giocattoli-Sidermec \| 5h41m03s \| \| \| 2. \| Brayan Sánchez \| Medellín-EPM \| + 2s \| \| \| 3. \| Alex Hoehn \| Wildlife Generation Pro Cycling \| + 2s \| \| \| 4. \| Jhonatan Restrepo \| Androni Giocattoli-Sidermec \| + 2s \| \| \| 5. \| Quentin Pacher \| B&B Hotels p/b KTM \| + 2s \| \| \| 6. \| Salim Kipkemboi \| Bike Aid \| + 2s \| \| \| 7. \| James Piccoli \| Israel Start-Up Nation \| + 2s \| \| \| 8. \| Valentin Ferron \| Total Direct Énergie \| + 2s \| \| \| 9. \| Norman Vahtra \| Israel Start-Up Nation \| + 2s \| \| \| 10. \| Rnus Byiza Uhiriwe \| Ruanda \| + 2s \| \| |                    |                                 |          |
| |                    |                                 |          |
| Fonte: ProCyclingStats |                    |                                 |          |
| Classificação geral |                    |                                 |          |
| Ciclista | Ciclista           | Equipe                          | Tempo    |
| 1. | Santiago Umba      | Androni Giocattoli-Sidermec     | 5h41m03s |
| 2. | Brayan Sánchez     | Medellín-EPM                    | + 2s     |
| 3. | Alex Hoehn         | Wildlife Generation Pro Cycling | + 2s     |
| 4. | Jhonatan Restrepo  | Androni Giocattoli-Sidermec     | + 2s     |
| 5. | Quentin Pacher     | B&B Hotels p/b KTM              | + 2s     |
| 6. | Salim Kipkemboi    | Bike Aid                        | + 2s     |
| 7. | James Piccoli      | Israel Start-Up Nation          | + 2s     |
| 8. | Valentin Ferron    | Total Direct Énergie            | + 2s     |
| 9. | Norman Vahtra      | Israel Start-Up Nation          | + 2s     |
| 10. | Rnus Byiza Uhiriwe | Ruanda                          | + 2s     |

### 3.ª etapa
| \| Classificação por etapas \| Classificação por etapas \| Classificação por etapas \| Classificação por etapas \| Classificação por etapas \| \| Ciclista \| Ciclista \| Equipe \| Tempo \| \| \| ------------------------ \| ------------------------ \| ------------------------------- \| ------------------------ \| ------------------------ \| \| 1. \| Alan Boileau \| B&B Hotels p/b KTM \| 4h23m57s \| \| \| 2. \| Carlos Quintero \| Terengganu Cycling Team \| + 0s \| \| \| 3. \| James Piccoli \| Israel Start-Up Nation \| + 0s \| \| \| 4. \| Brayan Sánchez \| Medellín-EPM \| + 0s \| \| \| 5. \| Metkel Eyob \| Terengganu Cycling Team \| + 0s \| \| \| 6. \| Alex Hoehn \| Wildlife Generation Pro Cycling \| + 0s \| \| \| 7. \| Alexis Vuillermoz \| Total Direct Énergie \| + 0s \| \| \| 8. \| Óscar Sevilla \| Medellín-EPM \| + 0s \| \| \| 9. \| Cristián Rodríguez \| Total Direct Énergie \| + 0s \| \| \| 10. \| Quentin Pacher \| B&B Hotels p/b KTM \| + 0s \| \| |                    |                                 |          |
| |                    |                                 |          |
| Fonte: ProCyclingStats |                    |                                 |          |
| Classificação por etapas |                    |                                 |          |
| Ciclista | Ciclista           | Equipe                          | Tempo    |
| 1. | Alan Boileau       | B&B Hotels p/b KTM              | 4h23m57s |
| 2. | Carlos Quintero    | Terengganu Cycling Team         | + 0s     |
| 3. | James Piccoli      | Israel Start-Up Nation          | + 0s     |
| 4. | Brayan Sánchez     | Medellín-EPM                    | + 0s     |
| 5. | Metkel Eyob        | Terengganu Cycling Team         | + 0s     |
| 6. | Alex Hoehn         | Wildlife Generation Pro Cycling | + 0s     |
| 7. | Alexis Vuillermoz  | Total Direct Énergie            | + 0s     |
| 8. | Óscar Sevilla      | Medellín-EPM                    | + 0s     |
| 9. | Cristián Rodríguez | Total Direct Énergie            | + 0s     |
| 10. | Quentin Pacher     | B&B Hotels p/b KTM              | + 0s     |

| \| Classificação geral \| Classificação geral \| Classificação geral \| Classificação geral \| Classificação geral \| \| Ciclista \| Ciclista \| Equipe \| Tempo \| \| \| ------------------- \| ------------------- \| ------------------------------- \| ------------------- \| ------------------- \| \| 1. \| Brayan Sánchez \| Medellín-EPM \| 10h05m02s \| \| \| 2. \| Alex Hoehn \| Wildlife Generation Pro Cycling \| + 0s \| \| \| 3. \| Quentin Pacher \| B&B Hotels p/b KTM \| + 0s \| \| \| 4. \| Jhonatan Restrepo \| Androni Giocattoli-Sidermec \| + 0s \| \| \| 5. \| James Piccoli \| Israel Start-Up Nation \| + 0s \| \| \| 6. \| Óscar Sevilla \| Medellín-EPM \| + 0s \| \| \| 7. \| Carlos Quintero \| Terengganu Cycling Team \| + 0s \| \| \| 8. \| Cristián Rodríguez \| Total Direct Énergie \| + 0s \| \| \| 9. \| Metkel Eyob \| Terengganu Cycling Team \| + 0s \| \| \| 10. \| Nahom Zerai \| Eritreia \| + 6s \| \| |                    |                                 |           |
| |                    |                                 |           |
| Fonte: ProCyclingStats |                    |                                 |           |
| Classificação geral |                    |                                 |           |
| Ciclista | Ciclista           | Equipe                          | Tempo     |
| 1. | Brayan Sánchez     | Medellín-EPM                    | 10h05m02s |
| 2. | Alex Hoehn         | Wildlife Generation Pro Cycling | + 0s      |
| 3. | Quentin Pacher     | B&B Hotels p/b KTM              | + 0s      |
| 4. | Jhonatan Restrepo  | Androni Giocattoli-Sidermec     | + 0s      |
| 5. | James Piccoli      | Israel Start-Up Nation          | + 0s      |
| 6. | Óscar Sevilla      | Medellín-EPM                    | + 0s      |
| 7. | Carlos Quintero    | Terengganu Cycling Team         | + 0s      |
| 8. | Cristián Rodríguez | Total Direct Énergie            | + 0s      |
| 9. | Metkel Eyob        | Terengganu Cycling Team         | + 0s      |
| 10. | Nahom Zerai        | Eritreia                        | + 6s      |

### 4.ª etapa
| \| Classificação por etapas \| Classificação por etapas \| Classificação por etapas \| Classificação por etapas \| Classificação por etapas \| \| Ciclista \| Ciclista \| Equipe \| Tempo \| \| \| ------------------------ \| ------------------------ \| --------------------------- \| ------------------------ \| ------------------------ \| \| 1. \| Valentin Ferron \| Total Direct Énergie \| 3h13m47s \| \| \| 2. \| Pierre Rolland \| B&B Hotels p/b KTM \| + 0s \| \| \| 3. \| Eric Manizabayo \| Benediction Ignite \| + 4s \| \| \| 4. \| Tomas Goytom \| Eritreia \| + 18s \| \| \| 5. \| Azzedine Lagab \| Argélia \| + 22s \| \| \| 6. \| Lennert Teugels \| Tarteletto-Isorex \| + 27s \| \| \| 7. \| Jean-Bosco Nsengimana \| Ruanda \| + 46s \| \| \| 8. \| Brayan Sánchez \| Medellín-EPM \| + 1m29s \| \| \| 9. \| Alan Boileau \| B&B Hotels p/b KTM \| + 1m29s \| \| \| 10. \| Jhonatan Restrepo \| Androni Giocattoli-Sidermec \| + 1m29s \| \| |                       |                             |          |
| |                       |                             |          |
| Fonte: ProCyclingStats |                       |                             |          |
| Classificação por etapas |                       |                             |          |
| Ciclista | Ciclista              | Equipe                      | Tempo    |
| 1. | Valentin Ferron       | Total Direct Énergie        | 3h13m47s |
| 2. | Pierre Rolland        | B&B Hotels p/b KTM          | + 0s     |
| 3. | Eric Manizabayo       | Benediction Ignite          | + 4s     |
| 4. | Tomas Goytom          | Eritreia                    | + 18s    |
| 5. | Azzedine Lagab        | Argélia                     | + 22s    |
| 6. | Lennert Teugels       | Tarteletto-Isorex           | + 27s    |
| 7. | Jean-Bosco Nsengimana | Ruanda                      | + 46s    |
| 8. | Brayan Sánchez        | Medellín-EPM                | + 1m29s  |
| 9. | Alan Boileau          | B&B Hotels p/b KTM          | + 1m29s  |
| 10. | Jhonatan Restrepo     | Androni Giocattoli-Sidermec | + 1m29s  |

| \| Classificação geral \| Classificação geral \| Classificação geral \| Classificação geral \| Classificação geral \| \| Ciclista \| Ciclista \| Equipe \| Tempo \| \| \| ------------------- \| ------------------- \| ------------------------------- \| ------------------- \| ------------------- \| \| 1. \| Brayan Sánchez \| Medellín-EPM \| 13h20m18s \| \| \| 2. \| Alex Hoehn \| Wildlife Generation Pro Cycling \| + 0s \| \| \| 3. \| Jhonatan Restrepo \| Androni Giocattoli-Sidermec \| + 0s \| \| \| 4. \| Quentin Pacher \| B&B Hotels p/b KTM \| + 0s \| \| \| 5. \| James Piccoli \| Israel Start-Up Nation \| + 0s \| \| \| 6. \| Óscar Sevilla \| Medellín-EPM \| + 0s \| \| \| 7. \| Carlos Quintero \| Terengganu Cycling Team \| + 0s \| \| \| 8. \| Cristián Rodríguez \| Total Direct Énergie \| + 0s \| \| \| 9. \| Metkel Eyob \| Terengganu Cycling Team \| + 0s \| \| \| 10. \| Nahom Zerai \| Eritreia \| + 6s \| \| |                    |                                 |           |
| |                    |                                 |           |
| Fonte: ProCyclingStats |                    |                                 |           |
| Classificação geral |                    |                                 |           |
| Ciclista | Ciclista           | Equipe                          | Tempo     |
| 1. | Brayan Sánchez     | Medellín-EPM                    | 13h20m18s |
| 2. | Alex Hoehn         | Wildlife Generation Pro Cycling | + 0s      |
| 3. | Jhonatan Restrepo  | Androni Giocattoli-Sidermec     | + 0s      |
| 4. | Quentin Pacher     | B&B Hotels p/b KTM              | + 0s      |
| 5. | James Piccoli      | Israel Start-Up Nation          | + 0s      |
| 6. | Óscar Sevilla      | Medellín-EPM                    | + 0s      |
| 7. | Carlos Quintero    | Terengganu Cycling Team         | + 0s      |
| 8. | Cristián Rodríguez | Total Direct Énergie            | + 0s      |
| 9. | Metkel Eyob        | Terengganu Cycling Team         | + 0s      |
| 10. | Nahom Zerai        | Eritreia                        | + 6s      |

### 5.ª etapa
| \| Classificação por etapas \| Classificação por etapas \| Classificação por etapas \| Classificação por etapas \| Classificação por etapas \| \| Ciclista \| Ciclista \| Equipe \| Tempo \| \| \| ------------------------ \| ------------------------ \| ------------------------------- \| ------------------------ \| ------------------------ \| \| 1. \| Alan Boileau \| B&B Hotels p/b KTM \| 3h28m45s \| \| \| 2. \| Alexis Vuillermoz \| Total Direct Énergie \| + 0s \| \| \| 3. \| Metkel Eyob \| Terengganu Cycling Team \| + 2s \| \| \| 4. \| Cristián Rodríguez \| Total Direct Énergie \| + 4s \| \| \| 5. \| Kent Main \| ProTouch \| + 6s \| \| \| 6. \| Alex Hoehn \| Wildlife Generation Pro Cycling \| + 6s \| \| \| 7. \| James Piccoli \| Israel Start-Up Nation \| + 6s \| \| \| 8. \| Jhonatan Restrepo \| Androni Giocattoli-Sidermec \| + 6s \| \| \| 9. \| Quentin Pacher \| B&B Hotels p/b KTM \| + 6s \| \| \| 10. \| Sela Weldemicael \| Eritreia \| + 11s \| \| |                    |                                 |          |
| |                    |                                 |          |
| Fonte: ProCyclingStats |                    |                                 |          |
| Classificação por etapas |                    |                                 |          |
| Ciclista | Ciclista           | Equipe                          | Tempo    |
| 1. | Alan Boileau       | B&B Hotels p/b KTM              | 3h28m45s |
| 2. | Alexis Vuillermoz  | Total Direct Énergie            | + 0s     |
| 3. | Metkel Eyob        | Terengganu Cycling Team         | + 2s     |
| 4. | Cristián Rodríguez | Total Direct Énergie            | + 4s     |
| 5. | Kent Main          | ProTouch                        | + 6s     |
| 6. | Alex Hoehn         | Wildlife Generation Pro Cycling | + 6s     |
| 7. | James Piccoli      | Israel Start-Up Nation          | + 6s     |
| 8. | Jhonatan Restrepo  | Androni Giocattoli-Sidermec     | + 6s     |
| 9. | Quentin Pacher     | B&B Hotels p/b KTM              | + 6s     |
| 10. | Sela Weldemicael   | Eritreia                        | + 11s    |

| \| Classificação geral \| Classificação geral \| Classificação geral \| Classificação geral \| Classificação geral \| \| Ciclista \| Ciclista \| Equipe \| Tempo \| \| \| ------------------- \| ------------------- \| ------------------------------- \| ------------------- \| ------------------- \| \| 1. \| Metkel Eyob \| Terengganu Cycling Team \| 16h49m05s \| \| \| 2. \| Cristián Rodríguez \| Total Direct Énergie \| + 2s \| \| \| 3. \| Alex Hoehn \| Wildlife Generation Pro Cycling \| + 4s \| \| \| 4. \| Jhonatan Restrepo \| Androni Giocattoli-Sidermec \| + 4s \| \| \| 5. \| Quentin Pacher \| B&B Hotels p/b KTM \| + 4s \| \| \| 6. \| James Piccoli \| Israel Start-Up Nation \| + 4s \| \| \| 7. \| Óscar Sevilla \| Medellín-EPM \| + 9s \| \| \| 8. \| Nahom Zerai \| Eritreia \| + 18s \| \| \| 9. \| Brayan Sánchez \| Medellín-EPM \| + 20s \| \| \| 10. \| Carlos Quintero \| Terengganu Cycling Team \| + 20s \| \| |                    |                                 |           |
| |                    |                                 |           |
| Fonte: ProCyclingStats |                    |                                 |           |
| Classificação geral |                    |                                 |           |
| Ciclista | Ciclista           | Equipe                          | Tempo     |
| 1. | Metkel Eyob        | Terengganu Cycling Team         | 16h49m05s |
| 2. | Cristián Rodríguez | Total Direct Énergie            | + 2s      |
| 3. | Alex Hoehn         | Wildlife Generation Pro Cycling | + 4s      |
| 4. | Jhonatan Restrepo  | Androni Giocattoli-Sidermec     | + 4s      |
| 5. | Quentin Pacher     | B&B Hotels p/b KTM              | + 4s      |
| 6. | James Piccoli      | Israel Start-Up Nation          | + 4s      |
| 7. | Óscar Sevilla      | Medellín-EPM                    | + 9s      |
| 8. | Nahom Zerai        | Eritreia                        | + 18s     |
| 9. | Brayan Sánchez     | Medellín-EPM                    | + 20s     |
| 10. | Carlos Quintero    | Terengganu Cycling Team         | + 20s     |

### 6.ª etapa
| \| Classificação por etapas \| Classificação por etapas \| Classificação por etapas \| Classificação por etapas \| Classificação por etapas \| \| Ciclista \| Ciclista \| Equipe \| Tempo \| \| \| ------------------------ \| ------------------------ \| --------------------------- \| ------------------------ \| ------------------------ \| \| 1. \| Pierre Rolland \| B&B Hotels p/b KTM \| 3h46m03s \| \| \| 2. \| Alexis Vuillermoz \| Total Direct Énergie \| + 50s \| \| \| 3. \| Adne van Engelen \| Bike Aid \| + 2m36s \| \| \| 4. \| Lennert Teugels \| Tarteletto-Isorex \| + 2m45s \| \| \| 5. \| Cristián Rodríguez \| Total Direct Énergie \| + 3m00s \| \| \| 6. \| James Piccoli \| Israel Start-Up Nation \| + 3m03s \| \| \| 7. \| Alan Boileau \| B&B Hotels p/b KTM \| + 3m07s \| \| \| 8. \| Jhonatan Restrepo \| Androni Giocattoli-Sidermec \| + 3m11s \| \| \| 9. \| Quentin Pacher \| B&B Hotels p/b KTM \| + 3m31s \| \| \| 10. \| Nahom Zerai \| Eritreia \| + 3m31s \| \| |                    |                             |          |
| |                    |                             |          |
| Fonte: ProCyclingStats |                    |                             |          |
| Classificação por etapas |                    |                             |          |
| Ciclista | Ciclista           | Equipe                      | Tempo    |
| 1. | Pierre Rolland     | B&B Hotels p/b KTM          | 3h46m03s |
| 2. | Alexis Vuillermoz  | Total Direct Énergie        | + 50s    |
| 3. | Adne van Engelen   | Bike Aid                    | + 2m36s  |
| 4. | Lennert Teugels    | Tarteletto-Isorex           | + 2m45s  |
| 5. | Cristián Rodríguez | Total Direct Énergie        | + 3m00s  |
| 6. | James Piccoli      | Israel Start-Up Nation      | + 3m03s  |
| 7. | Alan Boileau       | B&B Hotels p/b KTM          | + 3m07s  |
| 8. | Jhonatan Restrepo  | Androni Giocattoli-Sidermec | + 3m11s  |
| 9. | Quentin Pacher     | B&B Hotels p/b KTM          | + 3m31s  |
| 10. | Nahom Zerai        | Eritreia                    | + 3m31s  |

| \| Classificação geral \| Classificação geral \| Classificação geral \| Classificação geral \| Classificação geral \| \| Ciclista \| Ciclista \| Equipe \| Tempo \| \| \| ------------------- \| ------------------- \| ------------------------------- \| ------------------- \| ------------------- \| \| 1. \| Cristián Rodríguez \| Total Direct Énergie \| 20h38m10s \| \| \| 2. \| James Piccoli \| Israel Start-Up Nation \| + 7s \| \| \| 3. \| Jhonatan Restrepo \| Androni Giocattoli-Sidermec \| + 13s \| \| \| 4. \| Quentin Pacher \| B&B Hotels p/b KTM \| + 33s \| \| \| 5. \| Alan Boileau \| B&B Hotels p/b KTM \| + 36s \| \| \| 6. \| Alex Hoehn \| Wildlife Generation Pro Cycling \| + 43s \| \| \| 7. \| Nahom Zerai \| Eritreia \| + 47s \| \| \| 8. \| Óscar Sevilla \| Medellín-EPM \| + 51s \| \| \| 9. \| Carlos Quintero \| Terengganu Cycling Team \| + 56s \| \| \| 10. \| Alexis Vuillermoz \| Total Direct Énergie \| + 1m00s \| \| |                    |                                 |           |
| |                    |                                 |           |
| Fonte: ProCyclingStats |                    |                                 |           |
| Classificação geral |                    |                                 |           |
| Ciclista | Ciclista           | Equipe                          | Tempo     |
| 1. | Cristián Rodríguez | Total Direct Énergie            | 20h38m10s |
| 2. | James Piccoli      | Israel Start-Up Nation          | + 7s      |
| 3. | Jhonatan Restrepo  | Androni Giocattoli-Sidermec     | + 13s     |
| 4. | Quentin Pacher     | B&B Hotels p/b KTM              | + 33s     |
| 5. | Alan Boileau       | B&B Hotels p/b KTM              | + 36s     |
| 6. | Alex Hoehn         | Wildlife Generation Pro Cycling | + 43s     |
| 7. | Nahom Zerai        | Eritreia                        | + 47s     |
| 8. | Óscar Sevilla      | Medellín-EPM                    | + 51s     |
| 9. | Carlos Quintero    | Terengganu Cycling Team         | + 56s     |
| 10. | Alexis Vuillermoz  | Total Direct Énergie            | + 1m00s   |

### 7.ª etapa
| \| Classificação por etapas \| Classificação por etapas \| Classificação por etapas \| Classificação por etapas \| Classificação por etapas \| \| Ciclista \| Ciclista \| Equipe \| Tempo \| \| \| ------------------------ \| ------------------------ \| ------------------------------- \| ------------------------ \| ------------------------ \| \| 1. \| Jhonatan Restrepo \| Androni Giocattoli-Sidermec \| 6m27s \| \| \| 2. \| Alex Hoehn \| Wildlife Generation Pro Cycling \| + 1s \| \| \| 3. \| Alan Boileau \| B&B Hotels p/b KTM \| + 2s \| \| \| 4. \| Alexandre Geniez \| Total Direct Énergie \| + 5s \| \| \| 5. \| James Piccoli \| Israel Start-Up Nation \| + 6s \| \| \| 6. \| Cristián Rodríguez \| Total Direct Énergie \| + 8s \| \| \| 7. \| Alexis Vuillermoz \| Total Direct Énergie \| + 10s \| \| \| 8. \| Quentin Pacher \| B&B Hotels p/b KTM \| + 11s \| \| \| 9. \| Carlos Quintero \| Terengganu Cycling Team \| + 12s \| \| \| 10. \| Jonathan Hivert \| B&B Hotels p/b KTM \| + 12s \| \| |                    |                                 |       |
| |                    |                                 |       |
| Fonte: ProCyclingStats |                    |                                 |       |
| Classificação por etapas |                    |                                 |       |
| Ciclista | Ciclista           | Equipe                          | Tempo |
| 1. | Jhonatan Restrepo  | Androni Giocattoli-Sidermec     | 6m27s |
| 2. | Alex Hoehn         | Wildlife Generation Pro Cycling | + 1s  |
| 3. | Alan Boileau       | B&B Hotels p/b KTM              | + 2s  |
| 4. | Alexandre Geniez   | Total Direct Énergie            | + 5s  |
| 5. | James Piccoli      | Israel Start-Up Nation          | + 6s  |
| 6. | Cristián Rodríguez | Total Direct Énergie            | + 8s  |
| 7. | Alexis Vuillermoz  | Total Direct Énergie            | + 10s |
| 8. | Quentin Pacher     | B&B Hotels p/b KTM              | + 11s |
| 9. | Carlos Quintero    | Terengganu Cycling Team         | + 12s |
| 10. | Jonathan Hivert    | B&B Hotels p/b KTM              | + 12s |

| \| Classificação geral \| Classificação geral \| Classificação geral \| Classificação geral \| Classificação geral \| \| Ciclista \| Ciclista \| Equipe \| Tempo \| \| \| ------------------- \| ------------------- \| ------------------------------- \| ------------------- \| ------------------- \| \| 1. \| Cristián Rodríguez \| Total Direct Énergie \| 20h44m45s \| \| \| 2. \| Jhonatan Restrepo \| Androni Giocattoli-Sidermec \| + 5s \| \| \| 3. \| James Piccoli \| Israel Start-Up Nation \| + 5s \| \| \| 4. \| Alan Boileau \| B&B Hotels p/b KTM \| + 30s \| \| \| 5. \| Alex Hoehn \| Wildlife Generation Pro Cycling \| + 36s \| \| \| 6. \| Quentin Pacher \| B&B Hotels p/b KTM \| + 36s \| \| \| 7. \| Óscar Sevilla \| Medellín-EPM \| + 56s \| \| \| 8. \| Carlos Quintero \| Terengganu Cycling Team \| + 1m00s \| \| \| 9. \| Alexis Vuillermoz \| Total Direct Énergie \| + 1m02s \| \| \| 10. \| Nahom Zerai \| Eritreia \| + 1m23s \| \| |                    |                                 |           |
| |                    |                                 |           |
| Fonte: ProCyclingStats |                    |                                 |           |
| Classificação geral |                    |                                 |           |
| Ciclista | Ciclista           | Equipe                          | Tempo     |
| 1. | Cristián Rodríguez | Total Direct Énergie            | 20h44m45s |
| 2. | Jhonatan Restrepo  | Androni Giocattoli-Sidermec     | + 5s      |
| 3. | James Piccoli      | Israel Start-Up Nation          | + 5s      |
| 4. | Alan Boileau       | B&B Hotels p/b KTM              | + 30s     |
| 5. | Alex Hoehn         | Wildlife Generation Pro Cycling | + 36s     |
| 6. | Quentin Pacher     | B&B Hotels p/b KTM              | + 36s     |
| 7. | Óscar Sevilla      | Medellín-EPM                    | + 56s     |
| 8. | Carlos Quintero    | Terengganu Cycling Team         | + 1m00s   |
| 9. | Alexis Vuillermoz  | Total Direct Énergie            | + 1m02s   |
| 10. | Nahom Zerai        | Eritreia                        | + 1m23s   |

### 8.ª etapa
| \| Classificação por etapas \| Classificação por etapas \| Classificação por etapas \| Classificação por etapas \| Classificação por etapas \| \| Ciclista \| Ciclista \| Equipe \| Tempo \| \| \| ------------------------ \| ------------------------ \| ------------------------------- \| ------------------------ \| ------------------------ \| \| 1. \| Cristián Rodríguez \| Total Direct Énergie \| 2h05m06s \| \| \| 2. \| James Piccoli \| Israel Start-Up Nation \| + 12s \| \| \| 3. \| Nahom Zerai \| Eritreia \| + 14s \| \| \| 4. \| Alex Hoehn \| Wildlife Generation Pro Cycling \| + 14s \| \| \| 5. \| Alexis Vuillermoz \| Total Direct Énergie \| + 21s \| \| \| 6. \| Alan Boileau \| B&B Hotels p/b KTM \| + 21s \| \| \| 7. \| Óscar Sevilla \| Medellín-EPM \| + 29s \| \| \| 8. \| Quentin Pacher \| B&B Hotels p/b KTM \| + 29s \| \| \| 9. \| Charles Kagimu \| Bike Aid \| + 44s \| \| \| 10. \| Jhonatan Restrepo \| Androni Giocattoli-Sidermec \| + 46s \| \| |                    |                                 |          |
| |                    |                                 |          |
| Fonte: ProCyclingStats |                    |                                 |          |
| Classificação por etapas |                    |                                 |          |
| Ciclista | Ciclista           | Equipe                          | Tempo    |
| 1. | Cristián Rodríguez | Total Direct Énergie            | 2h05m06s |
| 2. | James Piccoli      | Israel Start-Up Nation          | + 12s    |
| 3. | Nahom Zerai        | Eritreia                        | + 14s    |
| 4. | Alex Hoehn         | Wildlife Generation Pro Cycling | + 14s    |
| 5. | Alexis Vuillermoz  | Total Direct Énergie            | + 21s    |
| 6. | Alan Boileau       | B&B Hotels p/b KTM              | + 21s    |
| 7. | Óscar Sevilla      | Medellín-EPM                    | + 29s    |
| 8. | Quentin Pacher     | B&B Hotels p/b KTM              | + 29s    |
| 9. | Charles Kagimu     | Bike Aid                        | + 44s    |
| 10. | Jhonatan Restrepo  | Androni Giocattoli-Sidermec     | + 46s    |

## Classificações finais
- As classificações finalizaram da seguinte forma:[4]

### Classificação geral
| \| Classificação geral \| Classificação geral \| Classificação geral \| Classificação geral \| Classificação geral \| \| Ciclista \| Ciclista \| Equipe \| Tempo \| \| \| ------------------- \| ------------------- \| ------------------------------- \| ------------------- \| ------------------- \| \| 1. \| Cristián Rodríguez \| Total Direct Énergie \| 22h49m51s \| \| \| 2. \| James Piccoli \| Israel Start-Up Nation \| + 17s \| \| \| 3. \| Alex Hoehn \| Wildlife Generation Pro Cycling \| + 50s \| \| \| 4. \| Alan Boileau \| B&B Hotels p/b KTM \| + 51s \| \| \| 5. \| Jhonatan Restrepo \| Androni Giocattoli-Sidermec \| + 51s \| \| \| 6. \| Quentin Pacher \| B&B Hotels p/b KTM \| + 1m05s \| \| \| 7. \| Alexis Vuillermoz \| Total Direct Énergie \| + 1m23s \| \| \| 8. \| Óscar Sevilla \| Medellín-EPM \| + 1m25s \| \| \| 9. \| Nahom Zerai \| Eritreia \| + 1m37s \| \| \| 10. \| Kent Main \| ProTouch \| + 2m44s \| \| |                    |                                 |           |
| |                    |                                 |           |
| Fonte: ProCyclingStats |                    |                                 |           |
| Classificação geral |                    |                                 |           |
| Ciclista | Ciclista           | Equipe                          | Tempo     |
| 1. | Cristián Rodríguez | Total Direct Énergie            | 22h49m51s |
| 2. | James Piccoli      | Israel Start-Up Nation          | + 17s     |
| 3. | Alex Hoehn         | Wildlife Generation Pro Cycling | + 50s     |
| 4. | Alan Boileau       | B&B Hotels p/b KTM              | + 51s     |
| 5. | Jhonatan Restrepo  | Androni Giocattoli-Sidermec     | + 51s     |
| 6. | Quentin Pacher     | B&B Hotels p/b KTM              | + 1m05s   |
| 7. | Alexis Vuillermoz  | Total Direct Énergie            | + 1m23s   |
| 8. | Óscar Sevilla      | Medellín-EPM                    | + 1m25s   |
| 9. | Nahom Zerai        | Eritreia                        | + 1m37s   |
| 10. | Kent Main          | ProTouch                        | + 2m44s   |

### Classificação da montanha
| Classificação da montanha | Classificação da montanha | Classificação da montanha | Classificação da montanha | Classificação da montanha |
| Ciclista                  | Ciclista                  | Equipe                    | Pontos                    |                           |
| ------------------------- | ------------------------- | ------------------------- | ------------------------- | ------------------------- |
| 1.                        | Lennert Teugels           | Tarteletto-Isorex         | 68 pts                    |                           |
| 2.                        | Eric Manizabayo           | Benediction Ignite        | 36 pts                    |                           |
| 3.                        | Pierre Rolland            | B&B Hotels p/b KTM        | 35 pts                    |                           |

### Classificação das metas volantes
| Classificação por velocidade | Classificação por velocidade | Classificação por velocidade | Classificação por velocidade | Classificação por velocidade |
| Ciclista                     | Ciclista                     | Equipe                       | Pontos                       |                              |
| ---------------------------- | ---------------------------- | ---------------------------- | ---------------------------- | ---------------------------- |
| 1.                           | Lennert Teugels              | Tarteletto-Isorex            | 27 pts                       |                              |
| 2.                           | Tomas Goytom                 | Eritreia                     | 12 pts                       |                              |
| 3.                           | Bernardo Suaza               | Medellín-EPM                 | 10 pts                       |                              |

### Classificação dos jovens
| Classificação dos jovens | Classificação dos jovens | Classificação dos jovens | Classificação dos jovens | Classificação dos jovens |
| Ciclista                 | Ciclista                 | Equipe                   | Tempo                    |                          |
| ------------------------ | ------------------------ | ------------------------ | ------------------------ | ------------------------ |
| 1.                       | Alan Boileau             | B&B Hotels p/b KTM       |                          |                          |
| 2.                       | Nahom Zerai              | Eritreia                 | + 46s                    |                          |
| 3.                       | Erik Bergström Frisk     | Bike Aid                 | +                        |                          |

### Classificação por equipas
| Classificação por equipes | Classificação por equipes | Classificação por equipes | Classificação por equipes |
| Equipe                    | Equipe                    | Tempo                     |                           |
| ------------------------- | ------------------------- | ------------------------- | ------------------------- |
| 1.                        | B&B Hotels p/b KTM        |                           |                           |
| 2.                        | Total Direct Énergie      |                           |                           |
| 3.                        | Medellín-EPM              |                           |                           |

## Evolução das classificações
| Etapa                 | Vencedor              | Classificação geral | Classificação da montanha      | Classificação das metas volantes | Classificação dos jovens | Classificação por equipas   |
| --------------------- | --------------------- | ------------------- | ------------------------------ | -------------------------------- | ------------------------ | --------------------------- |
| 1.ª                   | Brayan Sánchez        | Brayan Sánchez      | Muhammad Nur Aiman Mohd Zariff | Bernardo A suaza                 | Santiago Umba            | Androni Giocattoli-Sidermec |
| 2.ª                   | Alan Boileau          | Santiago Umba       | Eric Manizabayo                | Lennert Teugels                  | Santiago Umba            | Androni Giocattoli-Sidermec |
| 3.ª                   | Alan Boileau          | Brayan Sánchez      | Lennert Teugels                | Lennert Teugels                  | Nahom Zerai              | B&B Hotels p/b KTM          |
| 4.ª                   | Valentin Ferron       | Brayan Sánchez      | Lennert Teugels                | Lennert Teugels                  | Nahom Zerai              | B&B Hotels p/b KTM          |
| 5.ª                   | Alan Boileau          | Metkel Eyob         | Lennert Teugels                | Lennert Teugels                  | Nahom Zerai              | B&B Hotels p/b KTM          |
| 6.ª                   | Pierre Rolland        | Cristián Rodríguez  | Lennert Teugels                | Lennert Teugels                  | Alan Boileau             | B&B Hotels p/b KTM          |
| 7.ª                   | Jhonatan Restrepo     | Cristián Rodríguez  | Lennert Teugels                | Lennert Teugels                  | Alan Boileau             | B&B Hotels p/b KTM          |
| 8.ª                   | Cristián Rodríguez    | Cristián Rodríguez  | Lennert Teugels                | Lennert Teugels                  | Alan Boileau             | B&B Hotels p/b KTM          |
| Classificações finais | Classificações finais | Cristián Rodríguez  | Lennert Teugels                | Lennert Teugels                  | Alan Boileau             | B&B Hotels p/b KTM          |

## UCI World Ranking
A Tour de Ruanda outorgou pontos para o UCI World Ranking para corredores das equipas nas categorias UCI WorldTeam, UCI ProTeam e Continental. As seguintes tabelas são o barómetro de pontuação e os 10 corredores que obtiveram mais pontos:
| Posição             | 1.º | 2.º | 3.º | 4.º | 5.º | 6.º | 7.º | 8.º | 9.º | 10.º | 11.º | 12.º | 13.º-15.º | 16.º-25.º |
| Classificação geral | 125 | 85  | 70  | 60  | 50  | 40  | 35  | 30  | 25  | 20   | 15   | 10   | 5         | 3         |
| Por etapa           | 20  | 10  | 5   |     |     |     |     |     |     |      |      |      |           |           |
| Líder               | 5   |     |     |     |     |     |     |     |     |      |      |      |           |           |

| Classificação |                    |                             |       |       |       |       |
| Posição       | Ciclista           | Equipa                      | Geral | Etapa | Líder | Total |
| ------------- | ------------------ | --------------------------- | ----- | ----- | ----- | ----- |
| 1.º           | Cristián Rodríguez | Total Direct Énergie        | 125   | 14    | 6     | 145   |
| 2.º           | Alan Boileau       | B&B Hotels p/b KTM          | 60    | 45    | -     | 105   |
| 3.º           | James Piccoli      | Israel Start-Up Nation      | 85    | 8     | -     | 93    |
| 4.º           | Alex Hoehn         | Wildlife Generation         | 70    | 10    | -     | 80    |
| 5.º           | Jhonatan Restrepo  | Androni Giocattoli-Sidermec | 50    | 14    | -     | 64    |
| 6.º           | Alexis Vuillermoz  | Total Direct Énergie        | 35    | 10    | -     | 45    |
| 7.º           | Quentin Pacher     | B&B Hotels p/b KTM          | 40    | -     | -     | 40    |
| 8.º           | Brayan Sánchez     | Medellín                    | 5     | 17    | 9     | 31    |
| 9.º           | Óscar Sevilla      | Medellín                    | 30    | -     | -     | 30    |
| 10.º          | Nahom Zerai        | Seleção da Eritreia         | 25    | 3     | -     | 28    |